# Музей „Клюни“
Музеят „Клюни“, с официално име Национален музей на Средновековието (на френски: Musée National du Moyen Âge), е музей, който се намира в Париж, 5-и арондисман.
На мястото на римски бани през XIII век е построена резиденция на абатите на манастира Клюни, която през XV век е достроена. По време на Френската революция е национализирана, през 1832 г. става частен музей, който по-късно е изкупен от държавата през 1843 г.
Самото здание на музея е забележителност – както гало-романската част, така и средновековната резиденция. Музеят заема 3500 m², а колекцията му наброява над 23 хиляди експоната – ценни предмети, запазени от времето на Средновековието. Сред тях са гоблени – най-известният е „Дамата и Еднорогът“, дървени и каменни скулптури (XII – XIII век), витражи, миниатюри, изделия от слонова кост, ключове, монети, инструменти.

## Колекция

### Готическо изкуство от Франция
През 20-те години на XII век в Париж настъпват много промени в изкуството и образованието. Една тема, която става жизненоважна и в двете сфери, е важността на светлината. Ученията на Платон и неговия ученик Плотин подчертават значението на светлината в историята на Сътворението. Това има паралели в промените, които се случват архитектурно в Париж по същото време. Носещите греди и арките са изтънени, за да се осигури повече пространство за прозорците, за да има повече светлина. Сент Шапел, със своите високи и красиви витражи, показва тази промяна в архитектурата. Горната част на катедралата има 15 прозореца, които обграждат цялата зала, всеки с височина 50 фута, създавайки илюзията, че посетителят е заобиколен от светлина.
Художниците от 12 век в Париж експериментират артистично, изследвайки нова концепция за пространството и връзката между архитектурата, скулптурата и витражите, както се вижда в Сент Шапел. В Клюни има много примери за това експериментиране, като „двойни“ капители и статуи, които функционират като колони. Има двоен капител, който изобразява две харпии, изправени една срещу друга, който идва от църквата в Сен Дени, направена между 1140 и 1145 г. Друг артефакт от Сен Дени е главата от статуя-колона на Савската царица, създадена през XII век.
Клюни разполага и с една от най-големите колекции от витражи във Франция. Колекцията включва 230 пана, медальони и фрагменти от XII до XIV век. Сент Шапел дарява и някои панели от емблематичните си витражи на Клюни, включително един панел, който изобразява сцената на Самсон и лъва.
Ако XII век е посветен изцяло на експериментиране, XIII и XIV век в Париж представляват художествена зрялост. По това време се увеличава търсенето на нерелигиозно изкуство. Има две теми, които доминират в парижкото изкуство през XIII век: интерес към Античността и ново внимание към природата. Един от най-известните примери в Клюни е статуята на Адам, направена от варовик. Произведена около 1260 г. в Париж, статуята изобразява голия Адам, който се прикрива с листа на малко дърво. Влиянието на Античността е очевидно в това произведение.
Сент Шапел не само дарява витражи на Клюни, но и шест статуи на апостоли, направени от варовик. Тези статуи някога са били разположени върху стълбовете на Горния параклис в Сент Шапел, но днес могат да се видят в Клюни. Тези статуи са направени през 20-те години на XIV век и първоначално са дошли от Сент Жак. Те отбелязват върха на парижкото изкуство от средата на XIII век.

### Изкуство от XV век
През XV век богатството на градските елити насърчава художественото производство, поради това търсенето на произведения на изкуството се увеличава. Хората започват да поръчват художествени предмети за ежедневието, като мебели, гоблени, керамика, предмети за игри и т. н. Именно по това време Париж става столица на лукса. Тук различни художествени движения се събират, за да създадат т.нар. международна готика. Художниците започват да подписват творбите си, като вече не желаят да останат анонимни.

### Серия гоблени „Дамата с еднорога“
Търсенето е особено видимо в областта на гоблените. Най-известните гоблени в Клюни днес са тези от поредицата „Дамата с еднорога“ (на френски: La Dame à la licorne). Има шест гоблена, които съставляват тази колекция, всеки от които представлява различен смисъл. Има пет основни сетива (мирис, слух, вкус, докосване и зрение), а шестият гоблен изобразява Дамата и еднорога. Мистериозното значение на това шесто чувство е породило множество интерпретации през годините. Най-често приеманата интерпретация е за Дамата като олицетворение на шестото чувство за морал или духовност, тъй като тя оставя настрана своето светско богатство. Името на серията „Дамата с еднорога“ е условно и възниква през XIX век. Истинското име и авторът на гоблените са неизвестни. Интересното е, че темата на гоблените е послужила като основа за дизайна на градината около музея.

### Витраж „Шахматисти“
„Шахматисти“ е френски витраж от XV век, който позволява различни, дори двусмислени интерпретации на изображението. Витражът обикновено се датира около 1450 г. (друга версия го датира към 1430 – 1440 г.). Размерите са 52 на 54 сантиметра, а техниката е позлата; гризайл; стъклопис, метал. Той идва от къщата на благородник близо до Лион, L'hôtel de la Bessée. Произходът на семейството на собственика на къщата (от фамилията Bessée) датира от XIII век, нейни представители често са били служители на местната власт в град Вилфранш. Голямото богатство на семейството се основава на търговия със земя. През XV и XVI век представители на това семейство са видни юристи. Витражът е рядък пример за светски витраж, вероятно дело на художник от параклиса „Свети Михаил“ (1450 г.), който работи по украсата на Лионската катедрала.

## Галерия
- Дяволът и жената, витраж, преди 1248 г, от Сент Шапел
- Мраморна скулптура на „Представянето в храма“, Бургундия, края на XIV век
- реликварий „Света пъпна връв“ : Богородица с Младенеца, позлатено сребро, Франция (Париж), 1407 г.
- ковчеже Апостоли и ангели, лиможки емайл, втора четвърт на XIII век
- Адам, статуя, Париж, около 1260, интериор на южния трансепт на Нотр Дам дьо Пари
- релеф от Базилика „Сен Дени“, около 1250 – 1260 г., епизоди от живота на свети Бенедикт
- „Меланхоличен“ апостол, статуя, ок. 1243 – 1248 г., от интериора на Сент Шапел
- Илюстрован ръкопис, 2-ра пол. на XV век
- Вестготски оброчни корони от „Съкровището на Гуаразар“, Испания, VII век
- Ариадна или Менада със Сатир и Купидони, слонова кост, VI век
- Мадоната с Младенеца и два ангела, слонова кост, около 1300 г.
- Глава на Савската царица, статуя-колона, 1137 – 1140 г., от базилика „Сен Дени“
- Мадоната с Младенеца, около 1240 – 1250 г., Париж.
- Припадналата Богородица, Късно средновековие.
- Носенето на кръста, около 1400 г.